# Пауков, Виктор Кузьмич
Ви́ктор Кузьми́ч Пауко́в (род. 10 августа 1959, с. Телешовка, Наровчатский район, Пензенская область, РСФСР, СССР) — советский и российский деятель органов внутренних дел. Начальник Главного управления МВД России по Московской области с 27 января 2014. Генерал-лейтенант полиции (2015).

## Биография
Родился 10 августа 1959 в селе Телешовка Наровчатского района Пензенской области. 
После окончания восьмилетней школы в Телешовке, окончил Старопичурскую среднюю школу в Торбеевском районе Мордовской АССР. 
В 1991 окончил Высшую юридическую заочную школу МВД СССР (ныне — Московский университет МВД России) по специальности «правоведение».
В 1980, после срочной службы, поступил на службу в органы внутренних дел СССР: стал милиционером 64 отделения милиции Москвы. Дослужился до заместителя начальника отделения по уголовному розыску.
- С 1998 по 2000 — начальник 5 отдела милиции 3 РУВД Центрального административного округа Москвы.
- С 2000 по 2010 — начальник ОВД по Тверскому району Москвы.
- С июня 2010 по 5 апреля 2011 — начальник УВД по Центральному административному округу Москвы.
- С 5 апреля 2011 по 27 января 2014 — начальник УВД по ЦАО ГУ МВД России по Москве с присвоением специального звания «полковник полиции» (назначен после прохождения переаттестации).

Указом Президента Российской Федерации от 9 ноября 2011 присвоено специальное звание «генерал-майор полиции».
- С 27 января 2014 — Начальник Главного управления МВД России по Московской области[1].

Указом Президента Российской Федерации от 21 февраля 2015 присвоено специальное звание «генерал-лейтенант полиции».

## Семья
Женат. Сын — Олег (род. 1987) — в 2020 году был подполковником полиции и заместителем начальника УУР ГУ МВД России по Москве.

## Санкции
7 декабря 2022 года, на фоне вторжения России на Украину, включён в санкционный список Канады «близких соратников режима» за грубые и систематические нарушения прав человека в отношении российских граждан, «протестующих против незаконного вторжения российского режима в Украину и антидемократической политики».

## Награды
- Медаль ордена «За заслуги перед Отечеством» II степени»
- Медаль «За отличную службу по охране общественного порядка»
- Медаль «За доблесть в службе» (МВД России)
- Медаль «За безупречную службу» I, II, III степеней
- Медаль «В память 850-летия Москвы»
- Медаль «200 лет МВД России»
- Медаль «За заслуги в проведении Всероссийской переписи населения»
- Медаль «За боевое содружество» (МВД России)

* Медаль ВВ МВД РФ «За взаимодействие»
- Медаль «За безупречную службу в МВД»
- Медаль «За жертвенное служение»
- Нагрудный знак «Участнику ликвидации последствий ЧС»
- Почётный гражданин Пензенской области (14 февраля 2025) — за особые заслуги перед Пензенской областью и её населением

## Факты
- В течение 10 лет, с 2000 по 2010, возглавлял ОВД по Тверскому району (до этого с 1993 по 1995, когда ОВД называлось 108-е отделение милиции, его возглавлял давний друг Паукова — будущий министр внутренних дел Владимир Колокольцев).
- В 2016 подал рапорт на увольнение по причине состояния здоровья, однако министр внутренних дел Владимир Колокольцев рапорт не подписал, и Пауков после прохождения лечения и отпуска вернулся к исполнению прежних обязанностей[4].